# Ianthella
Genre
Synonymes
- Basta Oken, 1815
- Haddonella Sollas, 1903

Ianthella est un genre d'éponges de la famille Ianthellidae.

## Systématique
Le nom valide complet (avec auteur) de ce taxon est Ianthella Gray, 1869.
Ianthella a pour synonymes :
- Basta Oken, 1815
- Haddonella Sollas, 1903

### Liste d'espèces
Selon World Register of Marine Species (23 mars 2025) :
- Ianthella aerophoba (Lendenfeld, 1883)
- Ianthella basta (Pallas, 1766)
- Ianthella concentrica Hyatt, 1875
- Ianthella flabelliformis (Pallas, 1766)
- Ianthella homei Gray, 1869
- Ianthella labyrinthus Bergquist & Kelly-Borges, 1995
- Ianthella macula Bergquist & Kelly-Borges, 1995
- Ianthella quadrangulata Bergquist & Kelly-Borges, 1995
- Ianthella reticulata Bergquist & Kelly-Borges, 1995
- Ianthella topsenti (Sollas, 1903)

## Publication originale
- (en) Dr. J. E. Gray, « Note on Ianthella, a new Genus of Keratose Sponges », Proceedings of the Zoological Society of London, Londres, ZSL, vol. 37, no 1,‎ janvier 1869, p. 49-51 (ISSN 0370-2774, OCLC 1779524, BNF 32843178, DOI 10.1111/J.1469-7998.1869.TB07292.X).